# Premio de arquitectura Erich Schelling
El Premio de arquitectura Erich Schelling (en alemán: Erich-Schelling-Architekturpreis) es uno de los premios más importantes de la arquitectura y la teoría de la arquitectura alemana.
El premio se otorga cada dos años a un arquitecto o estudio de arquitectura y a un teórico de la arquitectura. Honra al arquitecto alemán Erich Schelling, siendo adjudicado en la ciudad de Karlsruhe en el día de su muerte, el 14 de noviembre o próximo a ese día (en 2014 se concedió el 12 de noviembre). Fue establecido en 1992 por la Fundación de Arquitectura Erich Schelling, por su viuda Trude Schelling-Karrer y por Heinrich Klotz, entonces director del Museo Alemán de Arquitectura, para la promoción de la historia y la teoría de la arquitectura. A diferencia de otros premios de arquitectura, el premio también se puede dar a proyectos no realizados. Desde el año 2006, junto con el premio también se otorgan medallas a otras personas.
El premio está dotado con 30.000 euros.

## Distinguidos
- 1992: Coop Himmelb(l)au y Werner Durth;
- 1994: Zaha Hadid y Wolfgang Pehnt;
- 1996: Peter Zumthor y Nikolaus Kuhnert;
- 1998: Sauerbruch/Hutton, Busse & Geitner y Stanislaus von Moos;
- 2000: Kazuyo Sejima y Martin Steinmann;
- 2002: Evento especial para conmemorar el 100º aniversario sin ceremonia de premios;
- 2004: Benjamin Foerster-Baldenius y Manuel Castells;
- 2006: Lacaton & Vassal Architects y Werner Sewing
- 2008: Jensen & Skodvin, Oslo y Friedrich Achleitner, Viena
- 2010: Wang Shu y Lu Wenyu (Estudio de Arquitectura Amador), Hangzhou; Jean Louis Cohen (Premio de Teoría de Arquitectura Schelling)
- 2012: Al Borde Arquitectos; Kenneth Frampton (Premio de Teoría de Arquitectura Schelling);
- 2014: Diébédo Francis Kéré[1]
- 2016: Architecten De Vylder Vinck Taillieu DVVT y Doug Saunders
- 2018: Rotor Architects y Keller Easterling
- 2020: Lina Ghotmeh
- 2022: Sophie Delhay[2]
- 2024: LOLA Landscape Architects, Rotterdam. Publikumspreis an Bas Smets, Brüssel.[3]

Medallas premiadas para arquitectura y teoría arquitectónica
- 2006: Alejandro Aravena/Titus Bernhard/Sergison Bates Architects y Uta Elisabeth Hassler/Niklaus Kohler
- 2008:  Jürg Conzett, Chur y Richard Kroeker, Halifax
- 2010: Tom Heatherwick, Kaschka Knapkiewicz y Axel Fickert

Nominaciones:
- 2012: AFF Architekten, 6a architects

- 2014: Anna Heringer, Carla Juaçaba
- 2016: Atelier Kempe/Thill, Rozana Montiel
- 2018: Aristide Antonas, BRUTHER Architects